# Bahía Cordelia
La Bahía Cordelia es una pequeña ensenada ubicada a lo largo de la costa este de la Isla Saunders en las islas Sandwich del Sur. La Dirección de Sistemas de Información Geográfica de la provincia de Tierra del Fuego cita la bahía en las coordenadas 57°43′26″S 26°21′20″O / -57.72389, -26.35556. La Armada Argentina lo describe como un fondeadero «aceptable». Dentro de la bahía se encuentran las Rocas Hermanos.

## Historia
Fue cartografiado en 1930 por el personal de Investigaciones Discovery a bordo del RRS Discovery II y nombrado por Cordelia A. Carey, hija del comandante William Melvin Carey, capitán del Discovery II.
En febrero de 1952, las fragatas argentinas ARA Hércules y ARA Sarandí recorrieron sus costas como parte de la denominada Operación Foca dentro de la campaña antártica argentina de 1951-1952. Pese a que en Ushuaia, la información brindada a los tripulantes era que la bahía Cordelia era un buen fondeadero, las playas fueron difíciles de abordar. Cuatro argentinos lograron desembarcar con dificultad a bordo de un chinchorro (una pequeña embarcación).
La isla nunca fue habitada ni ocupada, y como el resto de las Sandwich del Sur es reclamada por el Reino Unido que la hace parte del territorio británico de ultramar de las Islas Georgias del Sur y Sandwich del Sur, y por la República Argentina, que la hace parte del departamento Islas del Atlántico Sur dentro de la provincia de Tierra del Fuego, Antártida e Islas del Atlántico Sur.